# CASC Rainbow
CASC Rainbow (in cinese Cai Hong, abbreviato CH) è una famiglia di aeromobili a pilotaggio remoto cinesi sviluppati dalla China Academy of Aerospace Aerodynamics, un ente subordinato alla Compagnia cinese di scienza e tecnologia aerospaziali.

## Varianti

### CH-1
Il CH-1 è stato sviluppato a partire dal 2000 ed è progettato principalmente per compiti di ricognizione e vigilanza. Ha un motore a pistoni con turbocompressore e un'elica bipala. Viene lanciato da una catapulta con l'ausilio di razzi.

### CH-2
Il CH-2 è uno sviluppo del CH-1 lanciato da catapulta e con decollo assistito da razzi.

### CH-3
Il CH-3 è un UAV da ricognizione che adotta una configurazione canard, ha due winglet e un'elica tripala.

### CH-3A
È uno sviluppo multiruolo del CH-3 in grado di trasportare maggiore carico utile e con un data link satellitare. Può trasportare 2 missili aria-superficie AR-1 o bombe guidate per missioni di combattimento.

### CH-4

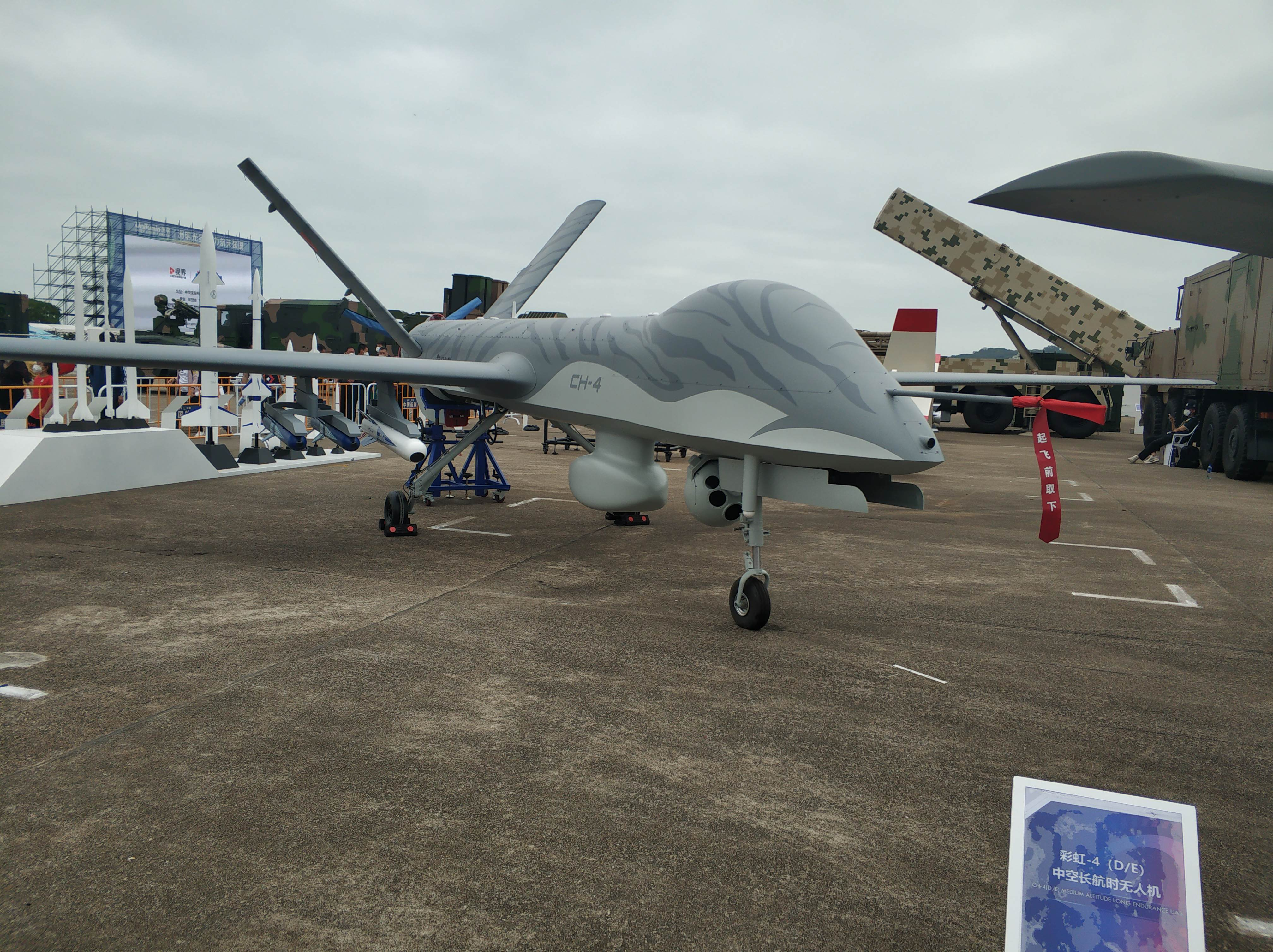
Un CH-4 esposto alla China International Aviation & Aerospace Exhibition

Versione con impennaggio a V, prodotta nella versione da ricognizione CH-4A e da attacco e ricognizione CH-4B, che ha 6 piloni alari. La quota operativa è di 5 000 m, ha un raggio di azione compreso tra 3 500 e 5 000 km e autonomia compresa tra 36 e 40 ore.

### CH-5

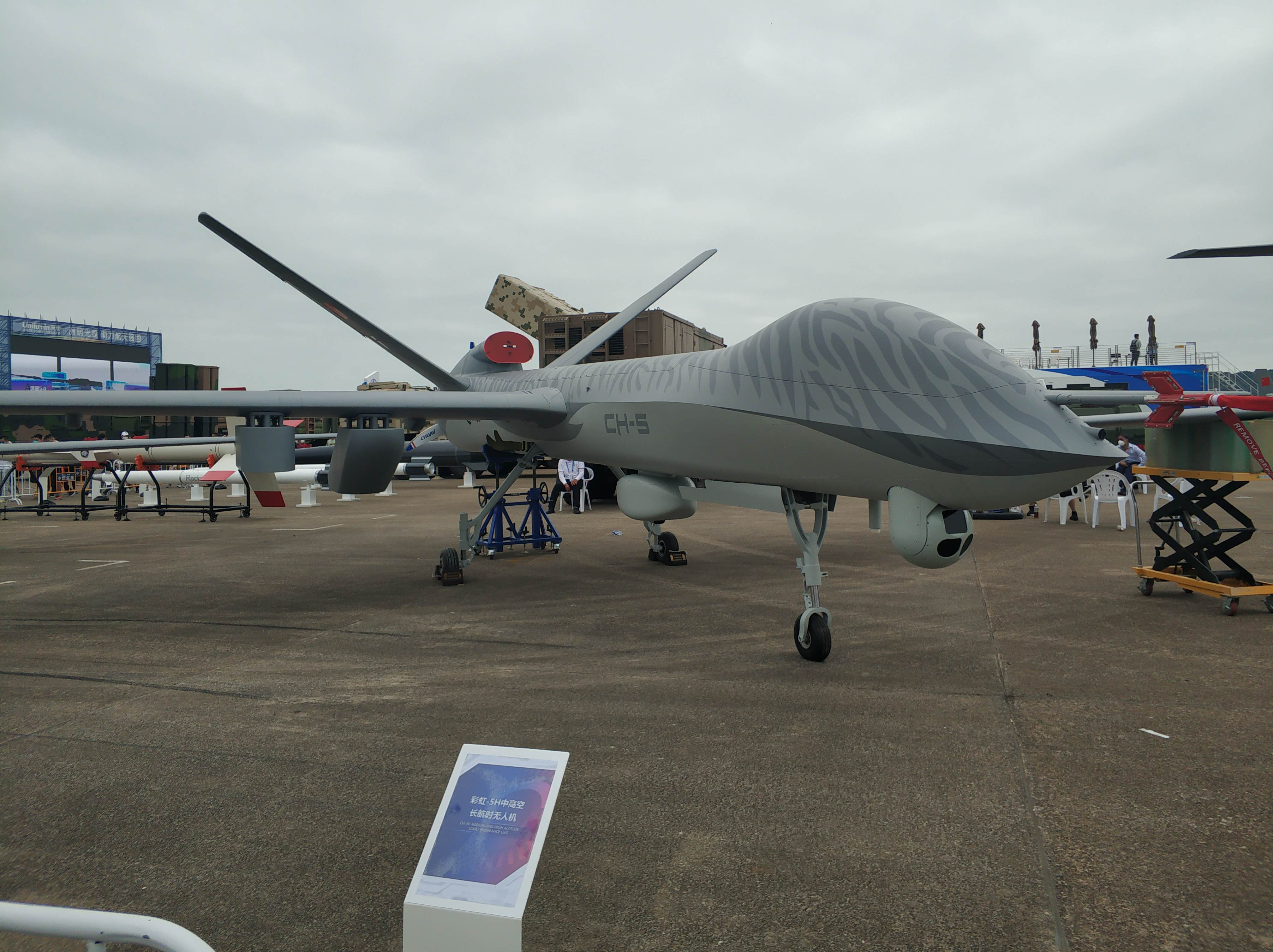
Un CH-5 al Zhuhai Airshow

Versione con un turboelica in grado di trasportare fino a 1 000 kg di carico utile e dotato di un data link. Il CH-5 può trasportare fino a 16 missili aria-superficie. Ha compiuto il suo primo volo nell'agosto 2015.

### CH-6

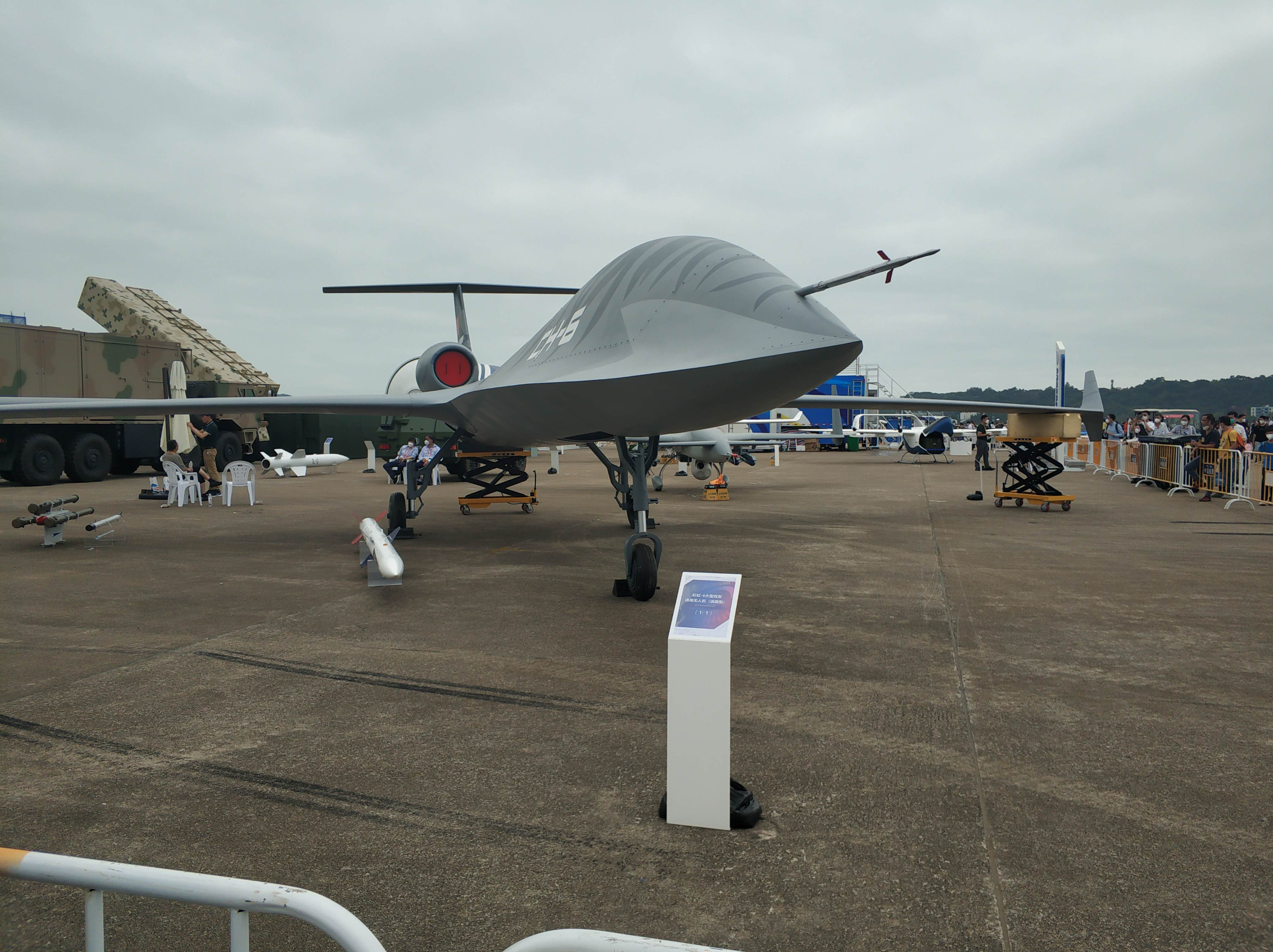
Un CH-6 al Zhuhai Airshow

Versione in fase di sviluppo con due turbofan e peso massimo al decollo di 7 800 kg prevista in una versione da attacco da 18 ore di autonomia e un carico utile di 450 kg e in una versione da ricognizione con 21 ore di autonomia e carico utile di 120 kg.

### CH-7
Progetto di APR stealth ala volante con apertura alare di 22 m, velocità di crociera di 920 km/h e quota di tangenza di 13 000 m, autonomia di 15 ore e raggio d'azione di 2 000 km.

### CH-10
Prototipo con rotori basculanti con quota di tangenza di 7 000 m.

### CH-91
UAV da ricognizione con doppia trave di coda, impennaggi a V rovesciata e pattini al posto del carrello di atterraggio.

### CH-92
UAV da ricognizione e attacco con doppia trave di coda e carrello convenzionale.

### CH-95

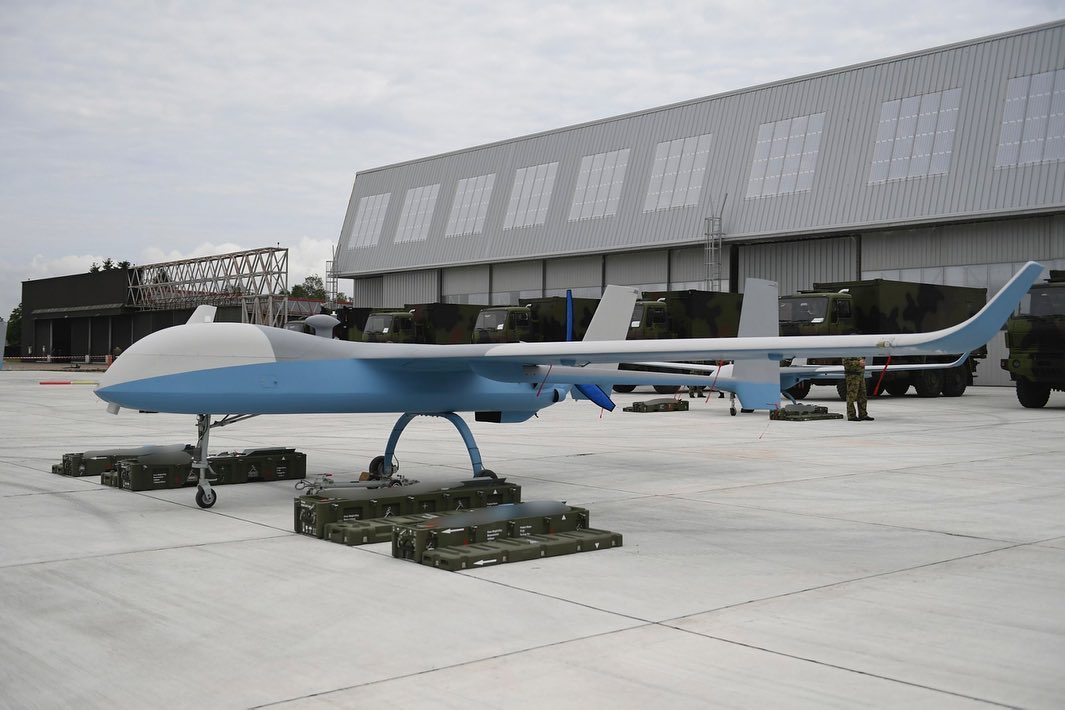
Un CH-95 in servizio nell'aeronautica serba

Versione multiruolo con carrello convenzionale, quota di tangenza di 5 000 m, raggio d'azione di 200 km e autonomia di 20 ore.

### CH-802
UAV da ricognizione con impennaggi a V e ala alta.

### CH-803
Versione da ricognizione a corto raggio con autonomia di 12 ore.

### CH-804
Versione da ricognizione derivata dal CH-803 con aerodinamica modificata e maggiore carico utile.

### CH-805
Drone bersaglio in configurazione ala volante.

### CH-901

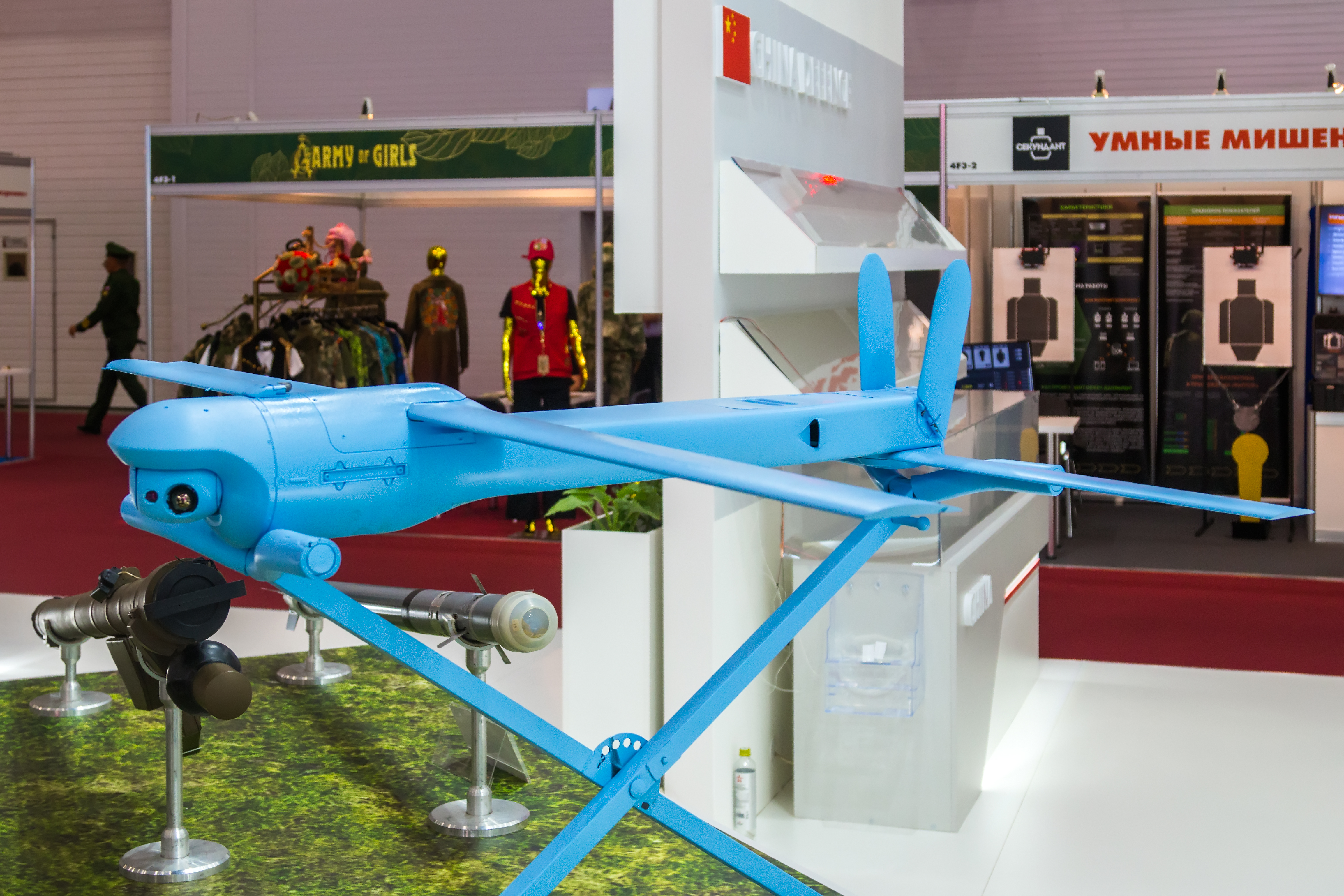
Una CH-901 esposta al Forum Army 2022

Munizione circuitante con ali in tandem pieghevoli e impennaggio a V che può essere equipaggiata con una testata esplosiva o una testata perforante.

## Utilizzatori
Algeria
- Al-Quwwat al-Jawwiyya al-Jaza'iriyya

5 CH-3 e 5 CH-4 consegnati  mostrati per la prima volta nel 2018,  alcuni CH-5 acquistati nel 2022.
 Arabia Saudita
- Al-Quwwat al-Jawwiyya al-Sa'udiyya

Circa 300 CH-4 acquistati. Presentati per la prima volta nel 2018.
 Birmania
- Tatmadaw Lei

12 CH-3A consegnati tra il 2014 e il 2015.
 RD del Congo
- Force Aérienne du Congo

3 CH-4 consegnati a luglio 2023 su un totale di 9 esemplari ordinati.
 Giordania
- Al-Quwwat al-Jawwiyya al-malikiyya al-Urdunniyya

6 CH-4B consegnati a partire dal 2016 e ritirati all'inizio del 2019.
 Indonesia
- Tentara Nasional Indonesia Angkatan Udara

6 CH-4B ordinati ad inizio 2019, e consegnati a partire da ottobre dello stesso anno.
 Iraq
- Al-Quwwat al-Barriyya al-ʿIrāqiyya

20 CH-4B acquistati, consegnati a partire dal 2015, 8 andati persi.
 Nigeria
- Nigerian Air Force

4 CH-3 in servizio nel 2020 su 5 consegnati nel 2014 dopo che uno è stato perso nel 2015, altri 8 ordinati nel 2020.
 Pakistan
- Fi'saia Pakistana

5 CH-4 ricevuti nel 2021, non è noto il totale degli esemplari ordinati.
 Serbia
- Vazduhoplovstvo i PVO Vojske Srbije

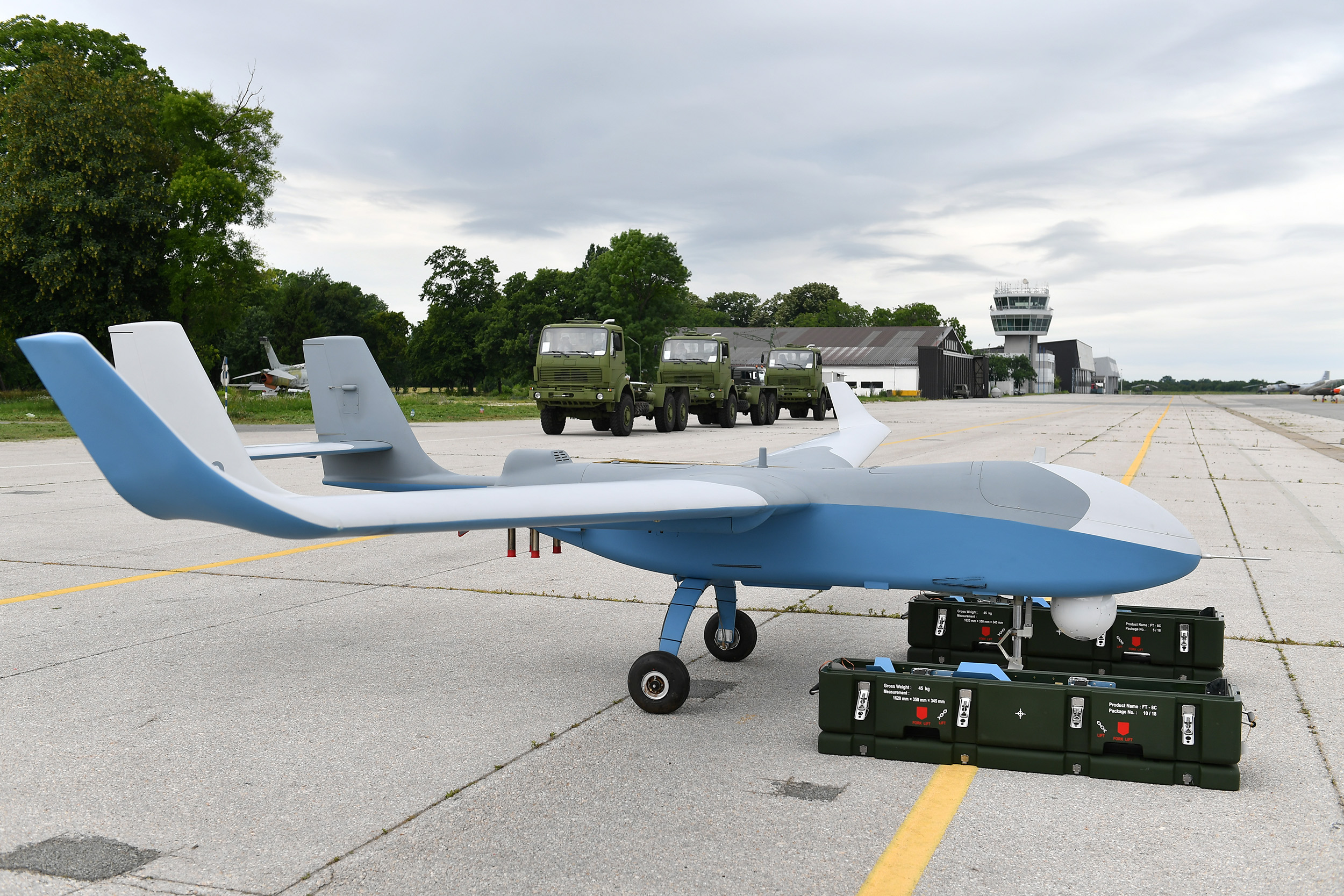
Un CH-92A in servizio nell'aeronautica serba

CH-92A acquistati nel 2018; 6 consegnati a luglio 2020. Alcuni CH-95 sono stati presentati per la prima volta nell'aprile 2023.
 Turkmenistan
- Wojenno-Wosduschnije Sily

CH-3A mostrati per la prima volta nel 2016.